# إريك أونغر
اريك أونغر هو لاعب هوكي الجليد كندي، ولد في 28 ديسمبر 1926 في Strongfield ‏ في كندا، وتوفي في 28 مارس 2018.